# Ormuri
Ormuri (persisch ارموری), auch bekannt als Oormuri, Urmuri, Ormur, Ormui, Bargista, Baraks oder Baraki ist eine iranische Sprache, die in Wasiristan in Pakistan gesprochen wird, wobei auch eine kleine Minderheit in Afghanistan (Baraki Barak) Ormuri spricht. Die Sprache gehört wahrscheinlich zu den ostiranischen Sprachen, wobei Ethnologue Ormuri als nordwestiranische Sprache klassifiziert. Von Georg Morgenstierne wurde die aus Ormuri und Paratschi bestehende Sprachgruppe als Untergruppe des Südost-Iranischen identifiziert. Die sehr geringe Anzahl von Sprechern macht Ormuri zu einer gefährdeten Sprache, die als „bedroht“ gilt. Ormuri ist eng mit Paratschi verwandt, aber auch mit Paschtu.